# Esquadrão N.º 491 da RAAF
O Esquadrão N.º 491 foi um esquadrão de manutenção da Real Força Aérea Australiana (RAAF) que operou durante a Guerra da Coreia e no seu rescaldo. Diferente de todos os outros esquadrões da RAAF, este esquadrão nunca esteve na Austrália, tendo sido criado e dissolvido no Japão. O esquadrão foi estabelecido em Outubro de 1950 como parte da Asa N.º 91, que administrava todas as unidades da RAAF envolvidas na Guerra da Coreia. Além do Esquadrão N.º 491, a Asa N.º 91 também controlava o Esquadrão N.º 77, o Destacamento de Comunicações N.º 30 e o Esquadrão N.º 391. O Esquadrão N.º 77 estava colocado na Península da Coreia, enquanto o Esquadrão N.º 491 e as outras componentes da asa estavam em Iwakuni, no Japão.
A sua missão consistia na realização da manutenção de todas as aeronaves da Asa N.º 91 em Iwakuni, além de ter um destacamento que estava adido ao Esquadrão N.º 77 na Coreia do Sul, para assistir na manutenção diária das suas aeronaves. O Esquadrão N.º 491 foi extinto em Dezembro de 1954.

## História
Quando a Guerra da Coreia começou, no dia 25 de Junho de 1950, o Esquadrão N.º 77 da RAAF estava colocado em Iwakuni, no Japão. Durante os quatro anos anteriores, equipado com aviões North American P-51 Mustang, o esquadrão estava a prestar serviço nas Forças de Ocupação da Comunidade Britânica (BCOF). Quando o pessoal do esquadrão estava a começar a preparar-se para regressar à Austrália, foi ordenado que esperassem um pouco devido ao eventos que estavam a desenrolar-se na Coreia; uma semana depois, o esquadrão começou a voar missões como parte das forças das Nações Unidas. Depois do chegar a Inchon e de ver as tropas das Nações Unidas a avançarem para norte, o Esquadrão N.º 77 foi para Pohang, na Coreia do Sul, no dia 12 de Outubro de 1950. Contudo, os principais elementos de apoio do esquadrão haviam ficado em Iwakuni. A Asa N.º 91 foi estabelecida no Japão no dia 20 de Outubro, e passou a administrar todas as unidades da RAAF que operavam no conflito coreano, o que incluia o Esquadrão N.º 77 e três novas unidades: o Destacamento de Comunicações N.º 30 (que mais tarde passaria a designar-se Esquadrão N.º 36), o Esquadrão N.º 391 e o Esquadrão N.º 491. À excepção do Esquadrão N.º 77, todas as outras unidades estavam colocadas em Iwakuni.

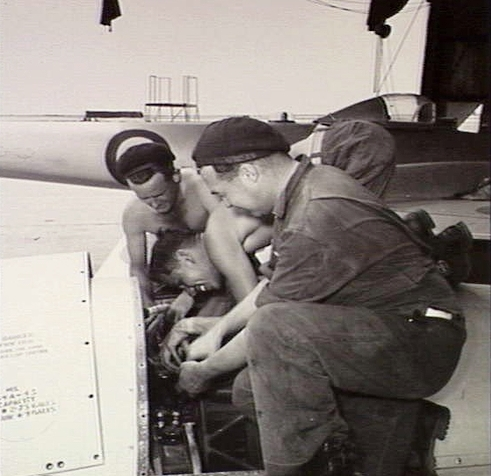
Mecânicos do Esquadrão N.º 491 a trabalhar num motor de um Meteor, em Iwakuni, em Junho de 1954

O Esquadrão N.º 491 foi formado ao mesmo tempo que a Asa N.º 91 no dia 20 de Outubro de 1950. Com quartel-general em Iwakuni, era responsável por toda a manutenção das aeronaves da asa, à excepção da manutenção diária. Um destacamento deste esquadrão estava junto com o Esquadrão N.º 77, na Coreia, para prestar apoio à tripulação de terra na manutenção diária que era feita às aeronaves. O pessoal em Iwakuni rodava regularmente neste destacamento, e sempre que necessário, o efectivo do destacamento era aumentado de acordo com as necessidades de salvamento e reparação de aeronaves. Numa ocasião, membros do Esquadrão N.º 491 tiveram que retirar componentes de um Douglas C-47 Dakota do Destacamento de Comunicações N.º 30 que havia sido destruído quando um Mustang das Nações Unidos embateu contra o seu cockpit depois de uma aterragem em Suwon, na Coreia; de acordo com um tripulante de terra australiano, "havia alguma urgência ligada a este trabalho, dado ques e podia ver caças Mustang a voar em baixa altitude e a atacar diversos alvos em terra, a uma distância não muito longe dali". Normalmente, aeronaves danificadas eram levadas até Iwakuni para serem reparadas ou desfeitas. O horário regular em que os técnicos em Iwakuni trabalhavam contrastava com os turnos de até dezasseis horas na linha da frente, na Coreia. O clima na península da Coreia era um dos mais frios no qual tripulantes de terra da RAAF alguma vez tinham trabalhado; o comandante do Esquadrão N.º 77 de Setembro de 1950 até Agosto de 1951, o Squadron Leader Dick Cresswell, declarou que viu pessoal de manutenção com ferramentas congeladas nas suas mãos.
Em Dezembro de 1950 uma dúzia de militares da RAAF foi colocado na Inglaterra para receberem treino de manutenção nos caças a jacto Gloster Meteor, os quais brevemente iriam substituir os Mustang do Esquadrão N.º 77; estes militares treinados chegaram ao Japão dois meses depois. À medida que a guerra continuava, o Esquadrão N.º 491 teve que se concentrar cada vez mais nos caças Gloster Meteor, tendo sido mesmo preciso que alguns militares de manutenção dos Dakota, que estavam em Iwakuni, fossem transferidos para o Esquadrão N.º 491. O historiador oficial da Austrália relativamente à Guerra da Coreia descreveu os técnicos da RAAF como "excepcionais", resultando num serviço quase perfeito dado aos caças do Esquadrão N.º 77. O esquadrão estava equipado com vinte de dois caças Meteor, dezasseis dos quais estavam sempre prontos para voar, dando a este esquadrão uma força consideravelmente maior do que os seus homólogos da Força Aérea dos Estados Unidos. Além de prestar serviço às aeronaves da Asa N.º 91, o Esquadrão N.º 491 também era responsável pelo teste e preparação de paraquedas, dispositivos pessoais de flutuação, botes e outros equipamentos de segurança das tripulações aéreas. O seu efectivo rondava os 120 elementos. Tal como o Esquadrão N.º 391, contratava técnicos japoneses e australianos, uma prática incomum na época; durante a ocupação do Japão, depois do cessar fogo, a RAAF apenas empregava japoneses para tarefas domésticas.
O Esquadrão N.º 77 partiu para a Austrália em Novembro de 1954; devido a isto, no dia 13 de Dezembro de 1954, o Esquadrão N.º 491 deixou de ser necessário e foi dissolvido.